# Борович, Борис Осипович
Бори́с О́сипович Боро́вич (Иось Лейзеров Финкельштейн) (укр. Борис Осипович Борович; 19 ноября (1 декабря) 1883, Одесса — 23 сентября 1938, Киев) — украинский советский библиотековед, книговед, библиограф. Представитель демократического течения новой педагогики, один из основателей теории и практики предметной каталогизации. Основатель и первый заведующий консультационного отдела Харьковской государственной библиотеки. Жертва Сталинских репрессий, расстрелян 23 сентября 1938. Реабилитирован в 1993 году.

## Биография

### Жизнь в Одессе и в революционный период
Иось Лейзеров Финкельштейн родился в семье конторского портового служащего. Начальное образование получил в Одесской частной еврейской школе, а также закончил пять классов Одесского коммерческого училища доктора Х. И. Гохмана
Начиная с 1907 года работал служащим конторы, журналистом, корректором в редакциях одесских газет и журналов: «Южное обозрение», «Одесские новости», «Современное слово», «Одесский листок». Параллельно работал библиотекарем в «Обществе распространения просвещения между евреями в России», «Южном обществе работников конторского труда» (также был главой правления), «Одесском обществе заботы о детях», «Обществе помощи бедным», «Одесском обществе литераторов». Летом 1912 года организовал детский клуб, где работал руководителем-педагогом. Как член РСДРП (м) занимался нелегальной пропагандистской деятельностью.
В 1914—1915 годах проживал в Могилеве-Подольском, где находился под надзором полиции из-за своей революционной деятельности. Здесь он занимался вопросами просвещения молодёжи, организовал детский дом. В 1916 году Борович переезжает в Харьков, где продолжает заниматься журналистикой. В своих публикациях освещал работу Педагогического съезда и библиотечную жизнь. В 1917 он стал членом Харьковской общественной библиотеки, где читал лекции и участвовал в заседаниях правления библиотеки.
Во время революционных событий 1917 года занимал должность заместителя главы Харьковского совета рабочих депутатов. В декабре 1917 на базе меньшевистского издательства «Социалист» основал Харьковскую культурно-просветительную организацию «Труд», которая помогала в самообразовании, предоставляла консультации по вопросам культурно-просветительной и библиотечной работы. Организация имела представительства в Москве, Петрограде, Киеве, Одессе, Екатеринославе и Бахмуте. Борович оставался её руководителем до закрытия организации в 1929 году.
Во время массовых гонений на меньшевиков был арестован 11 марта 1921 года. 26 апреля того же года был освобождён решением специальной комиссии.

### Деятельность в Библиотеке им. Короленко
В 1920 году стал сотрудником Харьковской общественной библиотеки, а в октябре этого же года основал и возглавил консультационный отдел библиотеки, где создал предметный каталог и разработал документацию по его организации, профессиограммы предметизатора. Данный каталог стал первым предметным каталогом на территории СССР. Борис Борович, как его тогда называли, дважды в месяц проводил вечера «живой библиографии», на которых присутствовало 300—400 слушателей. Он создал в библиотеке организованную переписку через почтовый ящик для создания комфортных условий читателям библиотеки. Благодаря Боровичу о работе консультационного отдела знало всё библиотечное сообщество страны, он стал культурно-информационным и научно-методическим центром жизни города. Выявлено более 70 публикаций о деятельности отдела того времени.
На Первом Всеукраинском библиотечном съезде, который состоялся в 1926 году, Борович прочитал несколько докладов и принял активное участие в обсуждении тем. В апреле следующего года на первом её пленуме он был избран действительным членом Каталографической комиссии ВУАН. Участник Всесоюзного совещания книжных палат (Харьков, 1927), заседаний Украинской библиологическую общества при Всеукраинской академии наук (Киев, 1929), съезда книжных работников (Москва, 1929). В 1925—1930 годы также работал в журнале Украинского научного института книговедения — «Библиологические вести». Сотрудничал с журналом «Шлях до комунізму».
Также занимался преподавательской деятельностью. В 1918—1932 годах работал лектором курсов по библиотечному и клубному делу. В 1930 году преподавал на библиотечном подотделе факультета профессионального образования Харьковского института народного образования.
Борович критиковался за буржуазные взгляды и антипартийную позицию. Одним из главных его противников был литературный критик Кость Довгань. В своей статье в журнале «Критика» он обвинял Боровича в «разительной слепоте к современным культурно-политическим процессам». В начале 1932 года Борович был уволен из библиотеки вместе с шестью коллегами, причём никто из них не был упомянут в годовом отчёте библиотеки. Предметный каталог был закрыт для читателей, а позже реорганизован.

### Последующая жизнь и арест
Позже работал библиотекарем в Харьковском институте охраны здоровья студентов и учёных. В последние годы жизни заметно нервничал. Как отмечает исследовательница Инна Дмитриченко, последняя известная статья Боровича написана в нехарактерном для него «раздражительном» тоне, что указывает на его душевный дискомфорт.
Борис Борович был арестован 14 июня 1937 года. В его квартире был проведён обыск, в результате которого были изъяты книги контрреволюционного содержания и портреты «врагов народа». Редкие издания Д. Мережковского, П. Милюкова и В. Полонского было предписано сохранять жене Боровича до распоряжения областного управления НКВД.
Боровича обвинили в участии в «меньшевистско-троцкистской организации города Харькова». Он отвергал обвинения и отказывался признать свою вину. Подвергался давлению со стороны следствия, как минимум десять дней провёл в карцере. Был переведён в Киев, где в начале апреля сознался что он — один из лидеров меньшевистского подполья. Согласно материалам следствия, Борович активно сотрудничал с учёным Семёном Семковским на уровне ЦК меньшевистской организации. Обвиняемый принимал участие в издании работ Семковского, и несколько его книг с дарственными надписями были найдены в его домашней библиотеке. На закрытом судебном заседании, длившемся 15 минут, Борович был приговорён к высшей мере наказания. В тот же день, 23 сентября 1938, он был расстрелян. Реабилитирован Генеральной прокуратурой Украины 12 августа 1993 года.

## Память

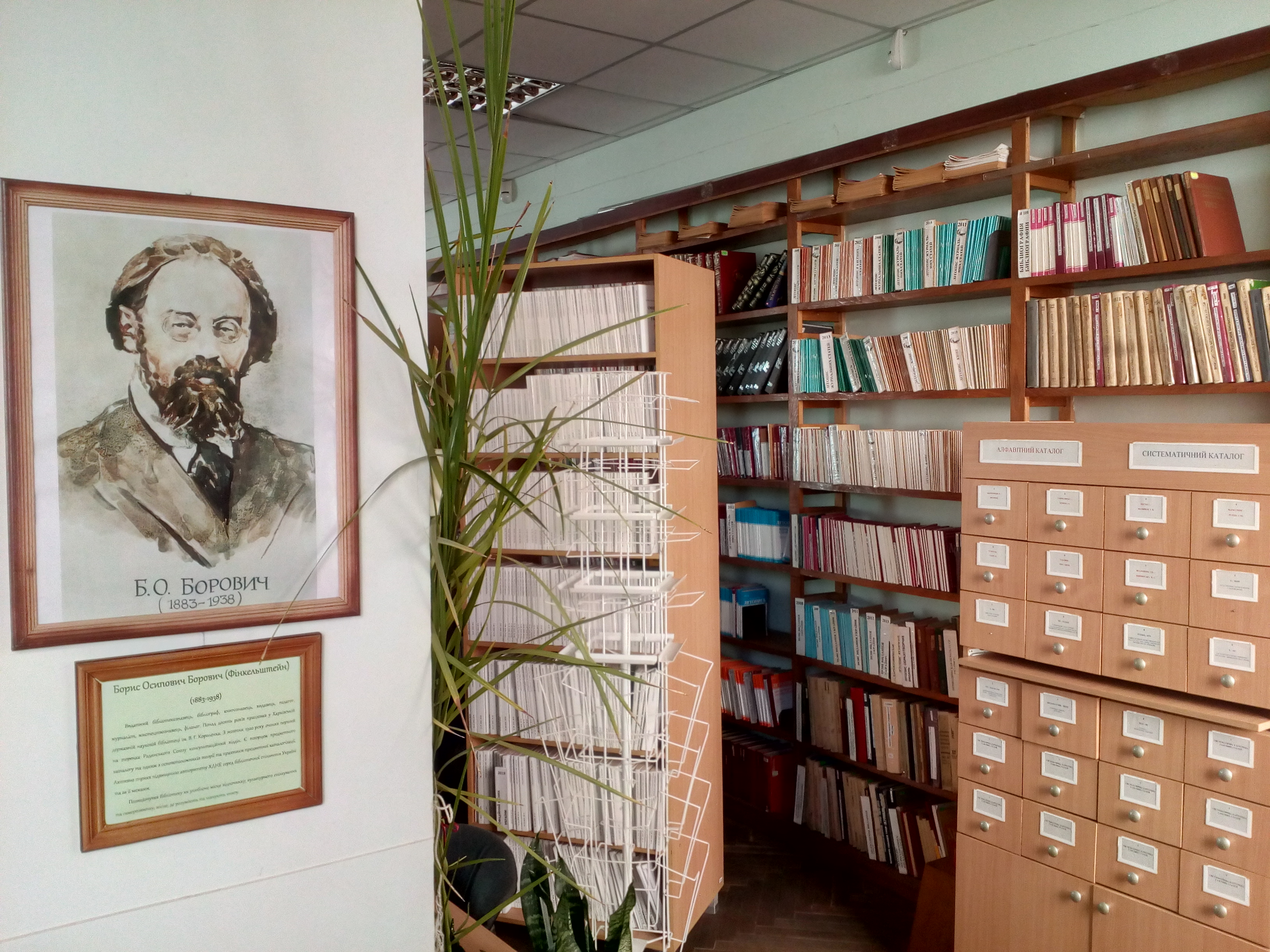
Портрет Боровича, вывешенный в Отделе информационно-библиографической работы Библиотеки им. Короленко

Долгое время имя Боровича замалчивалось, он был незнаком многим поколениям библиотечных работников, его работы не были представлены в каталогах. Исследования его научного наследия начались после того, как его книги были переведены из специального хранилища Харьковской государственной научной библиотекой им. В. Г. Короленко в основной фонд. К 1996 году было просмотрено de visu более 2,5 тысяч источников и найдено более 80 работ за авторством Боровича. Также было найдено много отзывов на них и материалы о жизни учёного. На основе собранных материалов к 120-летию со дня рождения учёного был издан библиографический указатель «Борис Осипович Борович (1883—1938). Материалы к биографии».

## Псевдонимы
По сведениям «Словаря псевдонимов» Ивана Масанова, Иось Финкельштейн на протяжении своей жизни использовал разные псевдонимы: Б-ич, Борович, Борович Б., Борович Б. О., Лазарев. Согласно мнению исследовательницы Инны Дмитриченко, наиболее популярный псевдоним, который стал его второй фамилией — Борович, образован от имени Борис Осипович.

## Научное наследие
Творчество Бориса Боровича — около 90 наименований книг и публикаций. Труды освещающие вопросы политической жизни, образования, педагогики, психологии и книгораспространения. Автор изучал вопросы организации работы библиотек, фондоведения, каталогизации, справочно-библиографического обслуживания читателей. Рассматривал библиотеки как культурные и образовательные центры, независимые от идеологического влияния, отстаивал принцип беспартийности библиотечных учреждений. Внес значительный вклад в развитие отечественного читателеведения и библиопсихологии.
Список наиболее важных работ согласно Энциклопедии современной Украины:
- Организация и ведение небольших библиотек: Опыт практ. руководства. Х., 1918
- Пути сближения книги с читателем: Опыт методологии культур. работы в б-ке. Х., 1922
- Предметный каталог. Х., 1925
- О систематическом и предметном каталогах // Тр. 1-й конф. науч. б-к РСФСР. Москва, 1926
- Классификация книг в научных библиотеках и предметный каталог // Бібліот. зб. К., 1926. Ч. 1
- Рубрики предметного каталога. Х., 1928
- Письменник-критик-читач // Журн. бібліотекознавства та бібліографії. К., 1930. № 4 (укр.)
- Як писати масову виробничу книгу. К., 1935 (укр.)